# Soccia
Soccia es una comuna y población de Francia, en la región de Córcega, departamento de Córcega del Sur.
Su población en el censo de 1999 era de 143 habitantes.
- Datos: Q1109860
- Multimedia: Soccia / Q1109860

1. ↑  Worldpostalcodes.org, código postal n.º 20125.
2. ↑  INSEE, Datos de población para el año 2012 de Soccia (en francés).